# Moussa Hojeij
Moussa Hojeij (en arabe : موسى حجيج), né le 6 août 1974 à Beyrouth au Liban, est un joueur de football international libanais, qui évoluait au poste de milieu de terrain, avant de devenir ensuite entraîneur.

## Biographie

### Carrière de joueur

#### Carrière en club
Moussa Hojeij réalise l'intégralité de sa carrière au Liban, où il joue de 1993 à 2013.

#### Carrière en sélection
Moussa Hojeij joue 33 matchs en équipe du Liban entre 1998 et 2002, inscrivant cinq buts[réf. nécessaire].
Il participe avec l'équipe du Liban à la Coupe d'Asie des nations 2000 organisée dans son pays natal. Lors de cette compétition, il joue trois matchs.
Il participe également aux éliminatoires du mondial 1998, et aux éliminatoires du mondial 2002. Il inscrit trois buts lors de ces éliminatoires.

## Palmarès
| Nejmeh \| - Championnat du Liban (5) : - Champion : 1999-00, 2001-02, 2003-04, 2004-05 et 2013-14. - Vice-champion : 1994-95, 1996-97, 1997-98, 2002-03, 2005-06, 2011-12 et 2012-13. - Coupe du Liban (2) : - Vainqueur : 1996-97 et 1997-98. - Finaliste : 1995-96, 2002-03, 2003-04 et 2011-12. \| \| - Supercoupe du Liban (3) : - Vainqueur : 2000, 2002 et 2004. - Coupe de l'AFC : - Finaliste : 2005. \| |  | Nejmeh - Coupe du Liban (1) : - Vainqueur : 2007-08.                                                 |
| - Championnat du Liban (5) : - Champion : 1999-00, 2001-02, 2003-04, 2004-05 et 2013-14. - Vice-champion : 1994-95, 1996-97, 1997-98, 2002-03, 2005-06, 2011-12 et 2012-13. - Coupe du Liban (2) : - Vainqueur : 1996-97 et 1997-98. - Finaliste : 1995-96, 2002-03, 2003-04 et 2011-12. |  | - Supercoupe du Liban (3) : - Vainqueur : 2000, 2002 et 2004. - Coupe de l'AFC : - Finaliste : 2005. |